# Łódź (wioślarstwo)

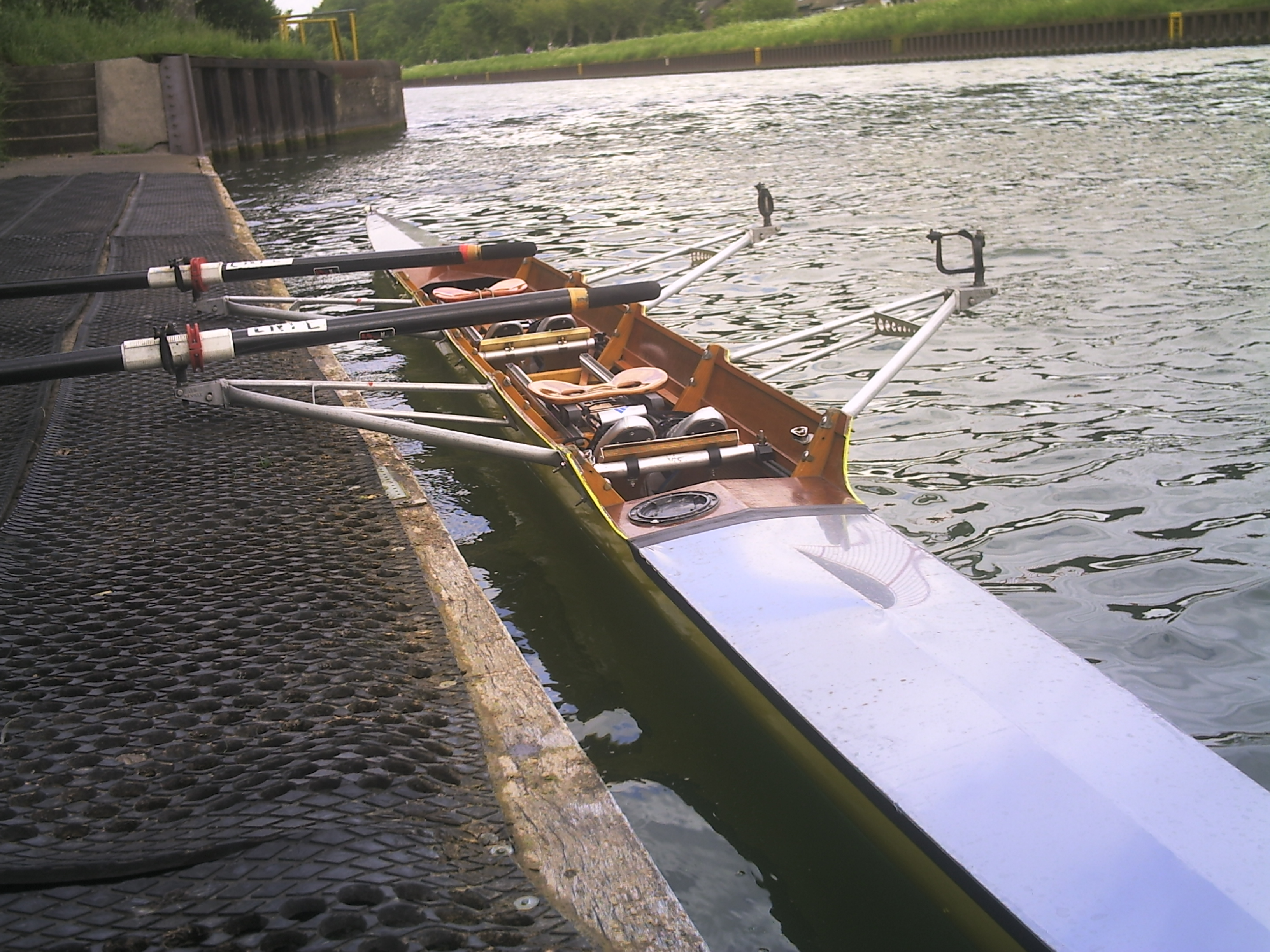
Wioślarska łódź sportowa

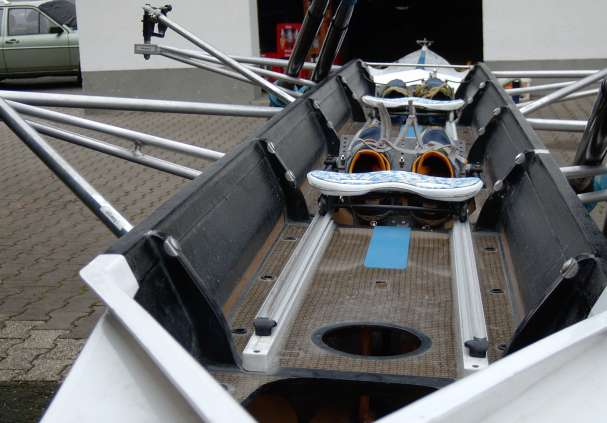
Wnętrze łodzi sportowej

Wioślarska łódź sportowa, łódź wyczynowa – bardzo wąska i relatywnie długa łódź, stworzona do  wyścigów wioślarskich. Napędzana jest za pomocą długich wioseł - siłą mięśni zawodników, którzy zwróceni są plecami w kierunku płynięcia. Wioślarze siedzą na wózkach, jeżdżących wzdłuż osi podłużnej łodzi, po krótkich szynach. Łódź sportowa wyposażona jest w odsadnie, pozwalające  mocować dulki w pewnej odległości od  burty. Stopy wioślarza mocowane są trwale do łodzi za pomocą podnóżka, najczęściej wyposażonego w montowane do niego na stałe buty.  Jako że priorytetem w budowie łodzi sportowych jest ich prędkość, ich dno jest zaokrąglone, co – w połączeniu z długim i wąskim kształtem – powoduje ich chybotliwość i trudność w opanowaniu techniki wiosłowania.

## Historia
Pierwsze zawody wioślarskie rozgrywane były na łodziach służących do transportu. Ze względu na wzrost wysokości nagród dla zwycięzców i prestiżu wyścigów, zawodnicy zaczęli udoskonalać łodzie, aby zwiększyć ich prędkość.

### Odsadnie
Pierwszym z wynalazków zwiększających efektywność poruszania się łodzi, było zastosowanie w roku 1828 odsadni – pozwoliły one umieścić dulki (mocowane na końcu odsadni) dalej od burty łodzi. Dzięki temu punkt podparcia wioseł można było przesunąć jak najdalej od osi wzdłużnej, zmniejszając jednocześnie szerokość łodzi. Pozwoliło to zmniejszyć opór wody, przy zachowaniu minimum stabilności i wyporności łodzi. Pierwsze odsadnie były drewniane, szybko jednak (w roku 1830) zastosowano odsadnie metalowe.
Kolejnym dużym udoskonaleniem w zakresie sposobu mocowania wioseł w stosunku do osoby wiosłującego, było zastosowanie w wyczynowych łodziach ruchomych odsadni (wynalezionych stosunkowo wcześnie, bo już w roku 1877). Pomysł ten wprowadzono w życie na początku lat 80. XX wieku - odsadnie takie znacząco zwiększały efektywność ruchu łodzi, eliminując przesunięcia masy wioślarza spowodowane faktem, iż wioślarz w tradycyjnej łodzi wyczynowej przesuwa się na ruchomym wózku. W łodzi z ruchomymi odsadniami zawodnik siedzi bowiem na nieruchomym siodełku. W roku 1981, reprezentujący RFN Peter-Michael Kolbe wygrał na łodzi z takimi odsadniami mistrzostwa świata w wioślarstwie. Międzynarodowa Federacja Wioślarska FISA zakazała jednak zawodnikom wykorzystania ruchomych odsadni w roku 1984.

### Wózek wioślarski
Sporym ograniczeniem siły, z którą wioślarz mógł napędzać łódź, była niewielka długość pociągnięcia wiosłem oraz fakt, że zawodnik używał jedynie siły rąk i tułowia. Rozwiązaniem obu problemów był ruchomy wózek (siodełko), na którym wioślarz odpychał się  od podnóżka, wykorzystując mięśnie nóg. Pierwsze próby miały miejsce w roku 1857 w Nowym Jorku w wyścigach czwórek. W roku 1870 wynalazek taki został opatentowany, a już w połowie lat 70. stał się standardowym wyposażeniem wyścigowej łodzi.

### Poszycie łodzi
Pierwsze łodzie wyścigowe robione były z poszycia klinkierowego, co czyniło łodzie bardzo ciężkimi. W roku 1867 pojawiły się więc pierwsze konstrukcje zapewniające znaczne zmniejszenie wagi przy dużej sztywności - były to poszycia z kompozytów składających  się z warstw papieru nasyconych lakierem lub klejem, które utwardziły się po wyschnięciu. Od początku XX wieku poszycia wytwarzano z cedru, jednak prawdziwą rewolucją było wprowadzenie przez niemiecką firmę Empacher łodzi z poszyciem z nowoczesnych laminatów węglowych. Łodzie wykonane w tej technologii zadebiutowały na igrzyskach w 1972 roku, a kilka lat później były w powszechnym użyciu. Waga ósemki wioślarskiej spadła dzięki temu o jedną trzecią, a łodzie stały się znacznie sztywniejsze.

## Kategorie łodzi
- Ze względu na liczbę wioseł, których używa każdy z wioślarzy stanowiących osadę. Łodzie mogą być przystosowane albo do używania przez wioślarza dwóch wioseł (krótszych - każdy zawodnik trzyma w każdej ręce po jednym wiośle), albo jednego wiosła (dłuższego - zawodnik trzyma je obiema rękami). Łodzie, na których każdy wioślarz ma w rękach dwa wiosła nazywane są "podwójnymi", gdy zawodnik trzyma jedno wiosło, są to osady "pojedyncze". We wioślarskiej jedynce zawodnik - z natury rzeczy - zawsze używa dwóch krótszych wioseł.
- Ze względu na liczbę wioślarzy. Obecnie wyścigi wioślarskie rozgrywane są na łodziach, na których liczba zawodników wiosłujących wynosi: 1, 2, 4 albo 8. W XIX wieku urządzano ponadto wyścigi osad liczących 6 lub 10 zawodników[12].
- Ze względu na korzystanie ze sternika. Łodzie mogą być sterowane:
  - przez niewiosłującego sternika, który steruje za pomocą systemu linek połączonych ze sterem, albo:
  - przez samych wiosłujących (przy pomocy systemu pozwalającego jednemu z zawodników kierować sterem za pomocą skrętów butem albo - w łodziach podwójnych - ciągnąc mocniej jednym z wioseł).

Biorąc pod uwagę powyższe, obecnie wyróżnia się następujące kategorie łodzi (w nawiasie powszechnie stosowane oznaczenia):
1. Osady "pojedyncze": dwójka bez sternika (2-), dwójka ze sternikiem (2+), czwórka bez sternika (4-), czwórka ze sternikiem (4+), ósemka (8+), przy czym ósemki zawsze są ze sternikiem.
2. Łodzie podwójne: jedynka (1x), dwójka podwójna (2x), czwórka podwójna (4x)[13].

Obrazuje to poniższa tabela, gdzie żółty punkt na piktogramie to sternik, a oznaczenie "O" pokazuje, które konkurencje (według stanu obowiązującego od 2020 roku) będą w programie igrzysk olimpijskich.
| uproszczony wygląd (piktogram) | nazwa                 | oznaczenie | wiosłujących | panowie | panie | sternik |
| ------------------------------ | --------------------- | ---------- | ------------ | ------- | ----- | ------- |
|                                | jedynka               | 1x         | 1            | O       | O     | nie     |
|                                | dwójka podwójna       | 2x         | 2            | O       | O     | nie     |
|                                | dwójka bez sternika   | 2-         | 2            | O       | O     | nie     |
|                                | dwójka ze sternikiem  | 2+         | 2            | -       | -     | tak     |
|                                | czwórka podwójna      | 4x         | 4            | O       | O     | nie     |
|                                | czwórka bez sternika  | 4-         | 4            | O       | O     | nie     |
|                                | czwórka ze sternikiem | 4+         | 4            | -       | -     | tak     |
|                                | ósemka                | 8+         | 8            | O       | O     | tak     |

## Nietypowe  łodzie sportowe
Oprócz opisanych powyżej łodzi sportowych, istnieją również łodzie wyścigowe do specjalnych zastosowań.

### Łodzie do parawioślarstwa
Łodzie te mają wygląd zbliżony do zwyczajnych łodzi wyczynowych, we większości klas niepełnosprawności zawodników różnią się one jednak znacząco - z uwagi na dostosowanie do potrzeb osób niepełnosprawnych. Zgodnie z regulacjami Międzynarodowej Federacji Wioślarskiej, w większości klas parawioślarstwa wioślarz siedzi na nieruchomym siodełku, musi być przywiązany do łodzi specjalnymi pasami, a jedynki muszą ponadto mieć specjalne "pontony" przymocowane do odsadni.

### Łodzie do wyścigów morskich
Tradycyjne łodzie sportowe nie nadają się do wyścigów po morzu i na obszarach przy brzegach morskich, gdzie fale  są zbyt wysokie. Łodzie służące do takich wyścigów są znacznie szersze i bardziej stabilne, a ponadto maja wyższe burty.

## Galeria

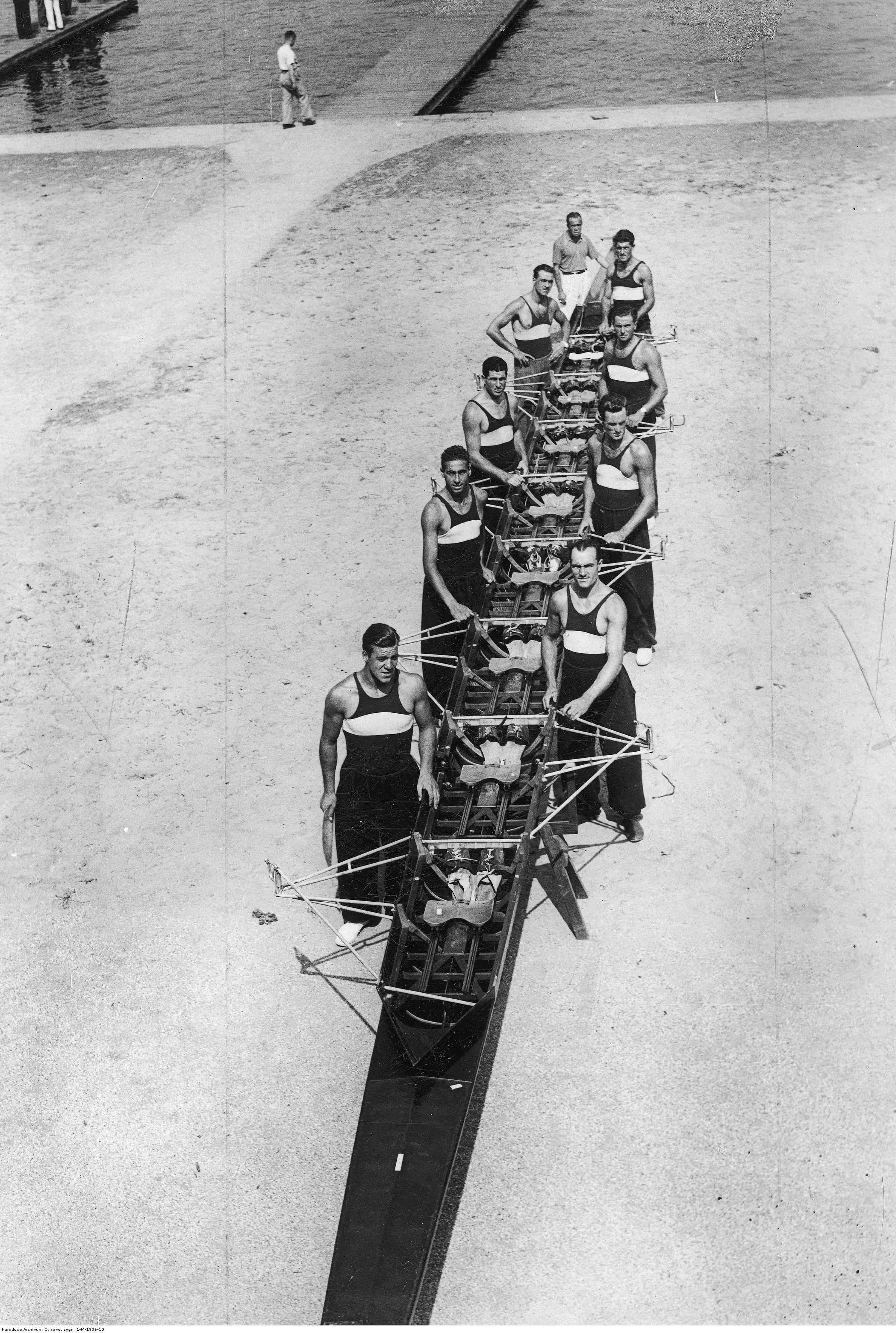
Ósemka wioślarska, rok 1935 (widoczne są m.in. wózki, szyny i podnóżki)
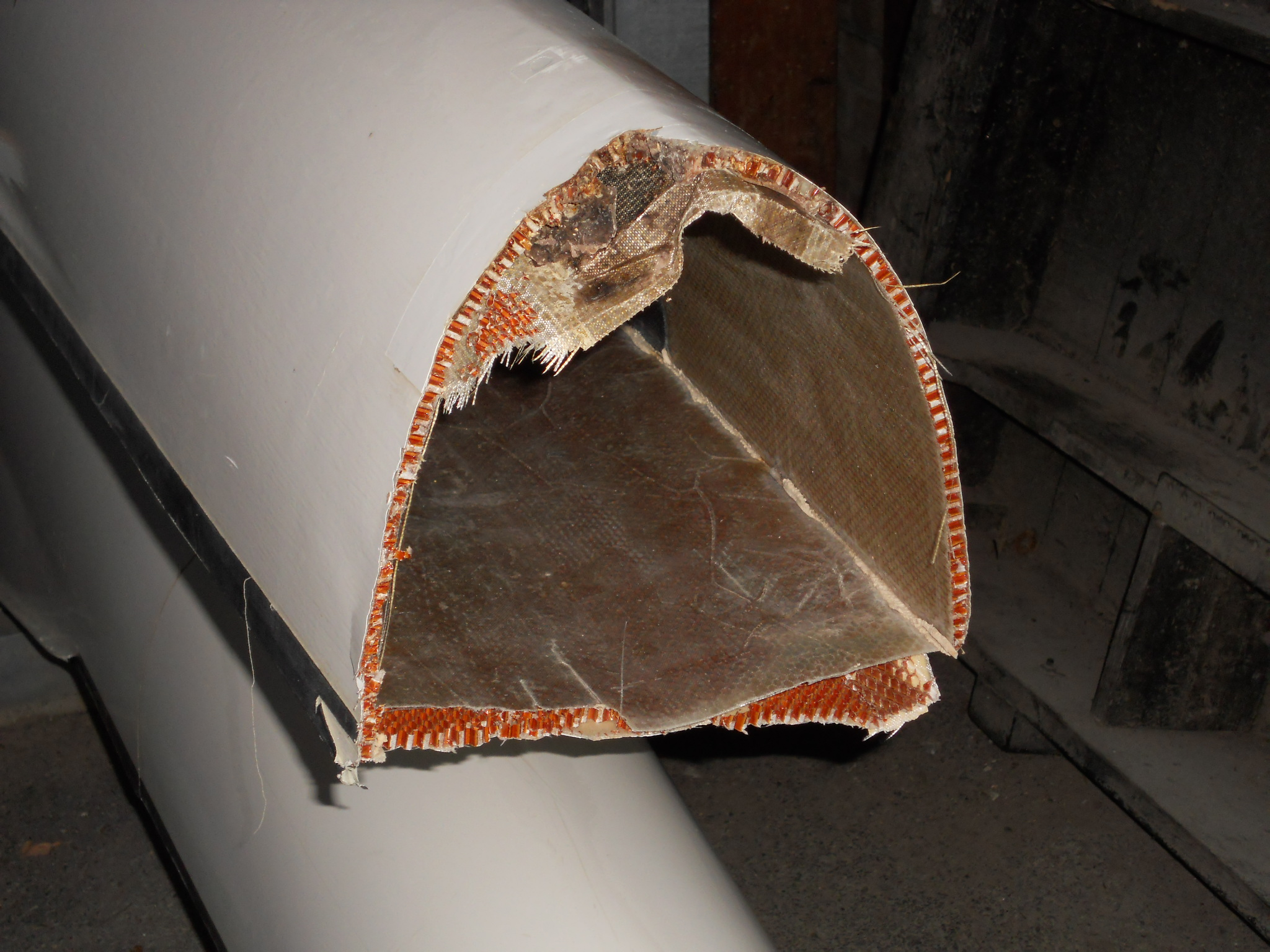
przekrój poprzeczny łodzi sportowej
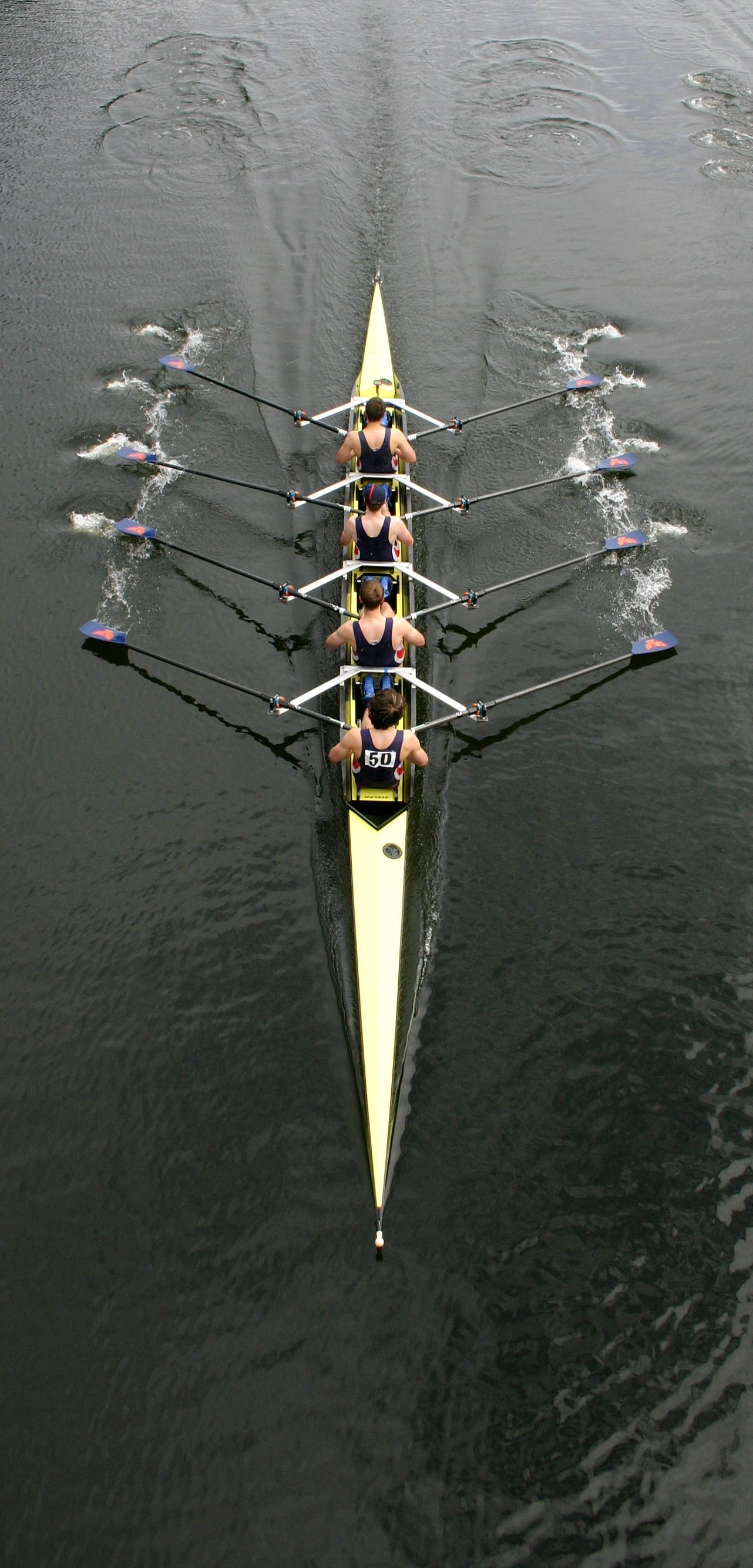
Zawodnicy wiosłujący na czwórce (podwójnej)
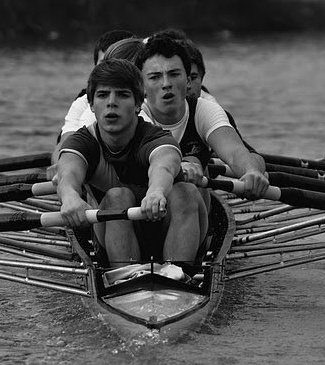
Zawodnicy wiosłujący na ósemce (łodzi "pojedynczej")
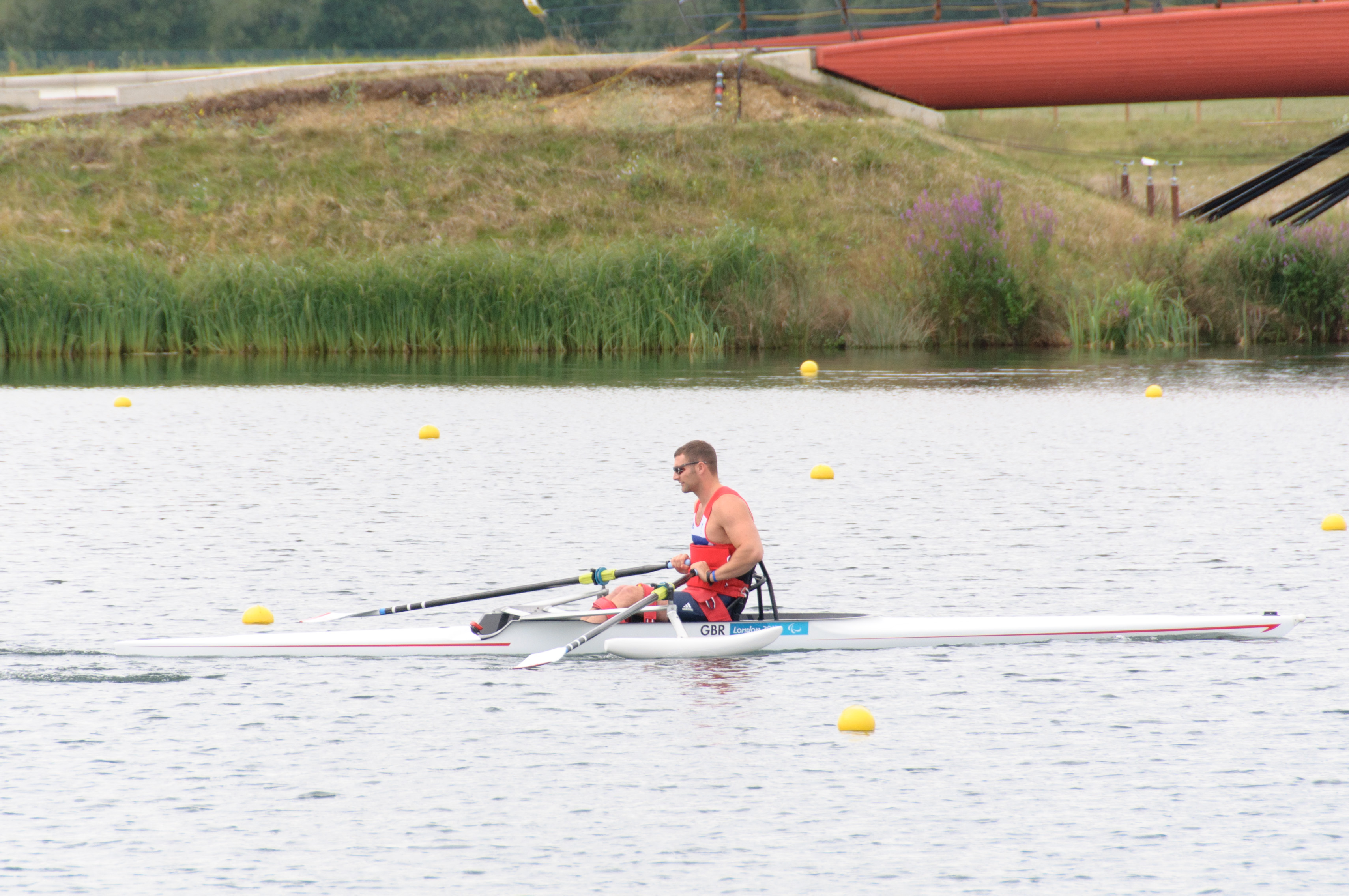
Parawioślarz na jedynce - widoczne pontony pod odsadniami
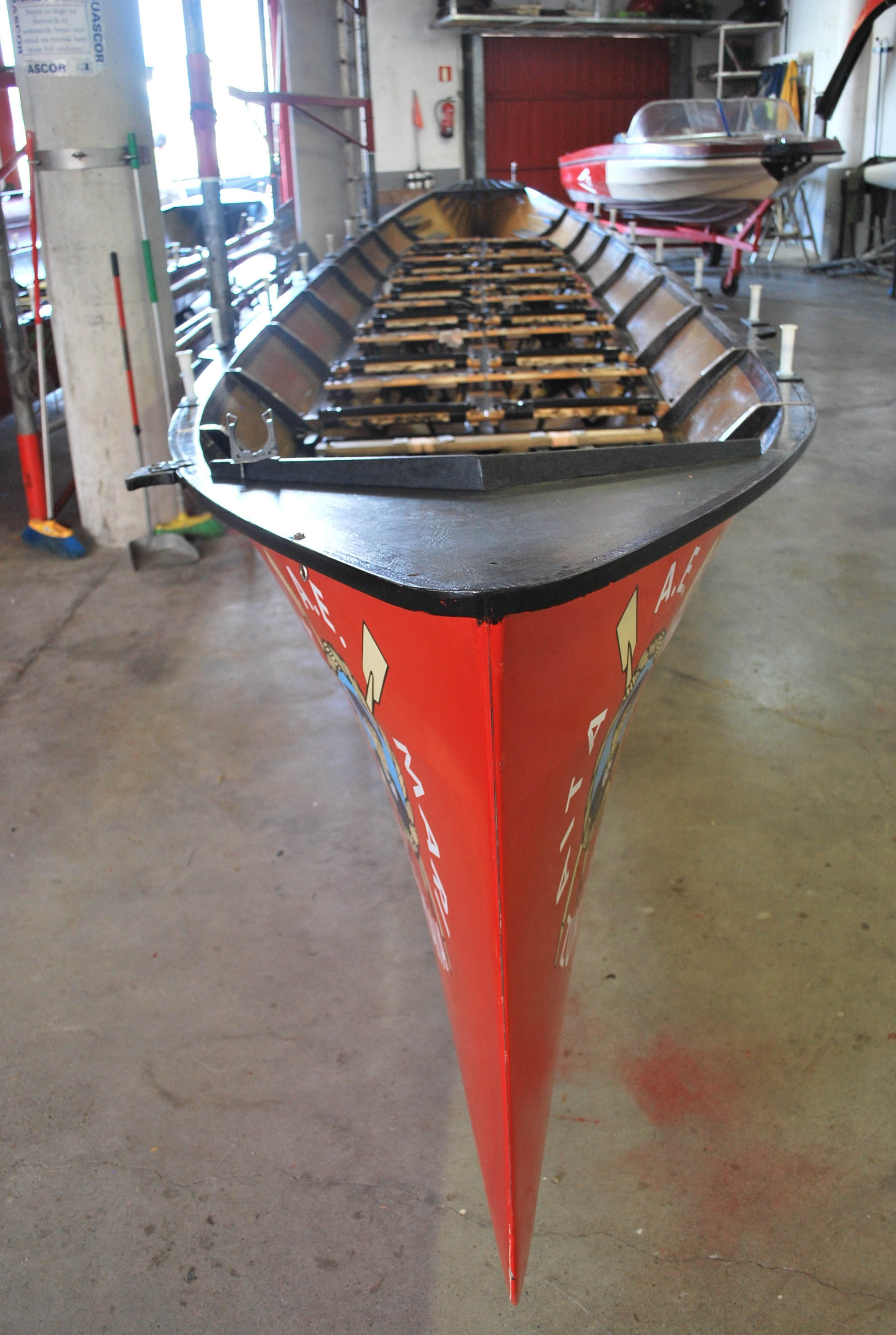
Łódź do wyścigów morskich